# Траян (комуна, Яломіца)
Траян (рум. Traian) — комуна у повіті Яломіца в Румунії. До складу комуни входить єдине село Траян.
Комуна розташована на відстані 104 км на схід від Бухареста, 22 км на північ від Слобозії, 122 км на північний захід від Констанци, 91 км на південний захід від Галаца.

## Населення
У 2009 року у комуні проживали 3672 особи.